# Iregszemcse, Tolna
Iregszemcse  este un sat în districtul Tamás, județul Tolna, Ungaria, având o populație de 2.768 de locuitori (2011). 

## Demografie
Componența etnică a satului Iregszemcse
     Maghiari (94,06%)
     Romi (4,57%)
     Necunoscut (0,12%)
     Alții (1,25%)
Componența confesională a satului Iregszemcse
     Romano-catolici (49,57%)
     Fără religie (12,57%)
     Reformați (9,14%)
     Necunoscută (27,78%)
     Alte religii (1,77%)
Conform recensământului din 2011, satul Iregszemcse avea 2.768 de locuitori. Din punct de vedere etnic, majoritatea locuitorilor (94,06%) erau maghiari, cu o minoritate de romi (4,57%). Apartenența etnică nu este cunoscută în cazul a 0,12% din locuitori. Nu există o religie majoritară, locuitorii fiind romano-catolici (49,57%), persoane fără religie (12,57%) și reformați (9,14%). Pentru 27,78% din locuitori nu este cunoscută apartenența confesională.